# 29. ceremonia wręczenia nagród Genie
29. ceremonia rozdania kanadyjskich nagród filmowych Genie odbyła się 4 kwietnia 2009 roku w Canadian Aviation Museum w Ottawie. 11 lutego 2009 roku w Ottawie ogłoszono nominacje do nagród. Gospodarzem ceremonii był Dave Foley, galę transmitowała telewizja Global Television Network.
Najwięcej − aż sześć − statuetek w tym dla najlepszego filmu otrzymał obraz Passchendaele: Trzecia bitwa.

## Laureaci i nominowani
Laureaci nagród wyróżnieni są wytłuszczeniem

### Najlepszy film
- Passchendaele: Trzecia bitwa
- Amal
- To, czego potrzeba do życia
- Normal
- Everything is Fine

### Najlepszy aktor
- Natar Ungalaaq − To, czego potrzeba do życia
- Paul Gross − Passchendaele: Trzecia bitwa
- Rupinder Nagra − Amal
- Christopher Plummer − Arytmetyka uczuć
- Aaron Poole − This Beautiful City

### Najlepszy aktor drugoplanowy
- Callum Keith Rennie − Normal
- Normand D’Amour − Everything is Fine
- Benoit McGinnis − Le Banquet
- Rade Šerbedžija − Ulotne fragmenty
- Max von Sydow − Arytmetyka uczuć

### Najlepsza aktorka
- Ellen Burstyn − Kamienny anioł
- Isabelle Blais − Borderline
- Marianne Fortier − Mama jest u fryzjera
- Susan Sarandon − Arytmetyka uczuć
- Preity Zinta − Niebo na ziemi

### Najlepsza aktorka drugoplanowa
- Kristin Booth − Young People Fucking
- Céline Bonnier − Mama jest u fryzjera
- Éveline Gélinas − To, czego potrzeba do życia
- Anie Pascale − Everything is Fine
- Rosamund Pike − Ulotne fragmenty

### Najlepszy reżyser
- Benoît Pilon − To, czego potrzeba do życia
- Richie Mehta − Amal
- Lyne Charlebois − Borderline
- Carl Bessai − Normal
- Yves-Christian Fournier − Everything is Fine

### Najlepszy scenariusz adaptowany
- Marie-Sissi Labrèche i Lyne Charlebois − Borderline
- Richie Mehta i Shaun Mehta − Amal
- Jeremy Podeswa − Ulotne fragmenty

### Najlepszy scenariusz oryginalny
- Bernard Émond − To, czego potrzeba do życia
- Randall Cole − Ostatnia godzina
- Travis McDonald − Normal
- Deepa Mehta − Niebo na ziemi
- Guillaume Vigneault − Everything is Fine